# Regurgitador profesional

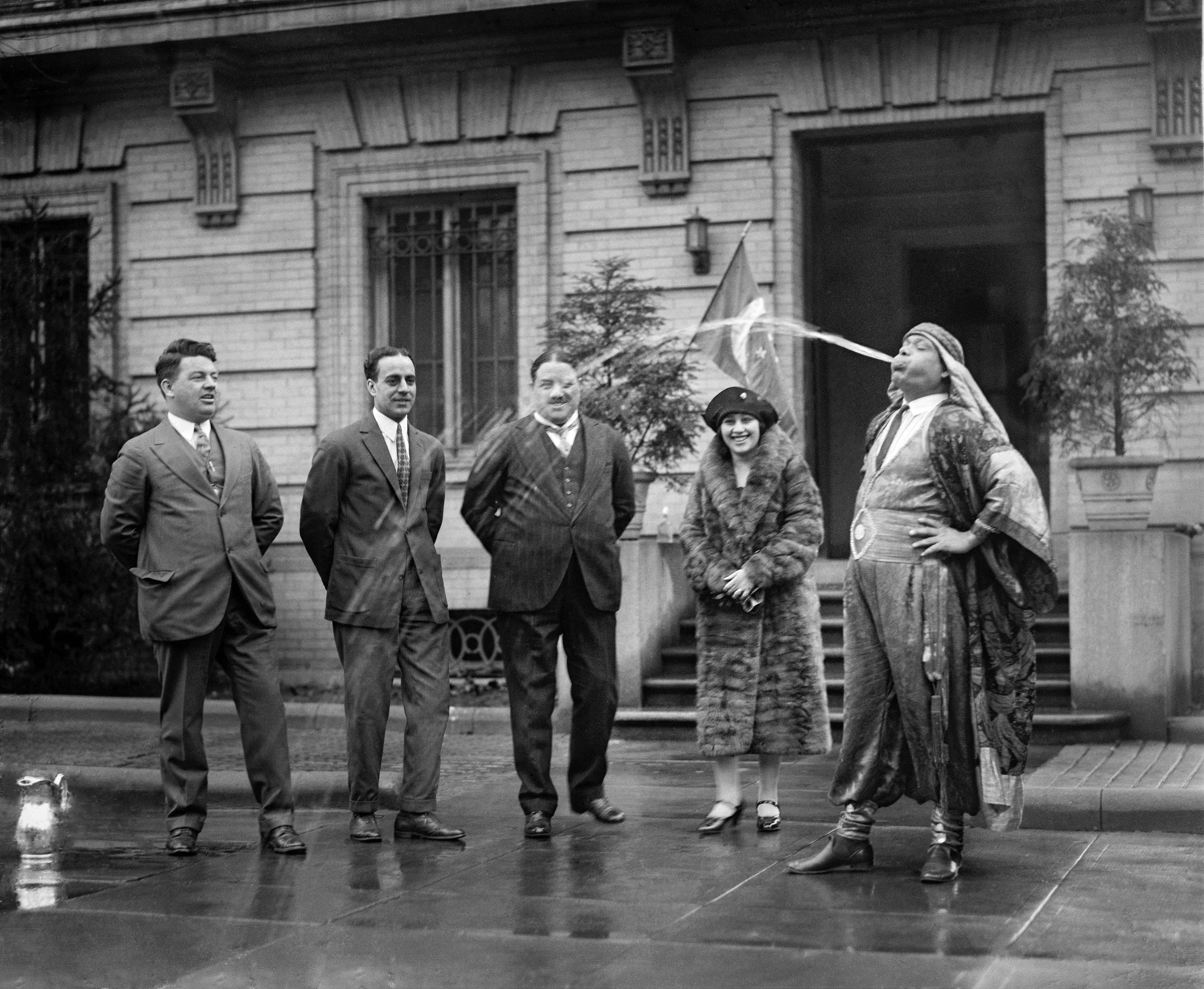
Hadji Ali, conocido por numerosos actos de regurgitación

Un regurgitador profesional es un artista cuyo acto consiste en tragar y regurgitar varios objetos inusuales. Los objetos pueden consistir en cualquier cosa, desde animales vivos, a bombillas, bolas de billar (Stevie Starr) y queroseno (Hadji Ali).
Algunos magos realizan regurgitación como parte de su acto (por ejemplo, Harry Houdini), pero los regurgitadores profesionales pueden realizar regurgitación exclusivamente. En algunos casos se debate si las demostraciones son verdaderas proezas de regurgitación o «trucos». Por ejemplo, Stevie Starr, como parte de su presentación, se tragó un cubo de Rubik sin resolver y luego regurgitó un cubo resuelto.